# Stade Trinidad
 (avril 2025).
Le Guillermo Prospero Trinidad Stadion connu aussi sous le nom de Trinidad Stadion est un stade omnisports situé à Oranjestad, Aruba. D'une capacité de 5 500 places, il accueille les matches de l'équipe d'Aruba de football. 
Il a été baptisé sous le nom de Complejo Deportivo Guillermo Prospero Trinidad (en papiamento) en hommage à un homme politique arubais, Guillermo Prospero Trinidad, originaire de Dakota, quartier où se dresse le stade. Jusqu'en 1994 il portait le nom de la reine Wilhelmine des Pays-Bas.